# Illulik
Illulik (zastarale Igdlulik) je zaniklá osada v kraji Avannaata v Grónsku. Nachází se na poloostrově Illulissuaq u Upernavického souostroví u zálivu Innussulik. Nachází se asi 29 km severovýchodně od Nuussuaqu a 32 km jihovýchodně od Kullorsuaqu.

## Historie
Illulik byl založen v roce 1908. Jelikož byl velice malý a izolovaný od ostatních osad (Nuussuaq a Kullorsuaq tehdy ještě neexistovaly), v roce 1909 zanikl. V roce 1914 byla znovu obnovena, ale v roce 1973 opět zanikla, přičemž obyvatelé se přestěhovali do Nuussuaqu a Kullorsuaqu.[zdroj⁠?!]